# حادثة ميت العطار
حادثة ميت العطار كانت عملية قتل جماعية وقعت في قرية ميت العطار بالقرب من بنها.عندما قام عمر عبد الرازق عبد الله الرفاعي،  البالغ من العمر 28 عام ومسجل خطر ويعمل تاجر دواجن بإطلاق النيران عشوائياً مما أدى إلي مقتل 15 من أهل قريته إلى أن تمكنت قوات الأمن من قتله.

## الأسباب
قام عمر من أبناء عائلة الرفاعية بإطلاق الأعيرة النارية بطريقة عشوائية على المارة انتقاماً منهم لعدم وقوفهم بجانب عائلته في ثأرها مع عائلة الكلافين.

## الجاني
عمر عبد الرازق عبد الله الرفاعي هارب منذ ثورة 25 يناير 2011 بعدما قضت محكمة جنايات بنها بالسجن المؤبد عليه.

## الضحايا
أسماء الضحايا:
- عبد العزيز عبد الفتاح عبد العزيز 42 سنة فلاح
- أمين على أمين 33 سن
- طه أحمد طه 25 سنة موظف
- إبراهيم السيد إبراهيم 32 سنة عامل
- أحمد سمير إبراهيم 25 سنة عامل
- عماد حمدى فتحى 23 سنة عامل
- عماد الحسينى عبد الحفيظ 37 سنة عامل
- حسن عبد العليم محمد 41 سنة حارس أمن
- حسن محمد عبد الهادي 27 سنة نقاش
- عبد الفتاح محمد فرج 25 سنة سائق
- محمد هاشم إبراهيم 34 سنة عامل
- محمد شحاتة السيد 29 سنة عامل
- محمد محمود عبد الرحمن 25 سنة استورجى
- أحمد عبد العظيم السيد 27 سنة عامل
- عبد الله زينهم عفيفى 25 سنة عامل